# Сан-Чезарио-суль-Панаро
Сан-Чезарио-суль-Панаро (итал. San Cesario sul Panaro) —  коммуна в Италии, располагается в регионе Эмилия-Романья, подчиняется административному центру Модена.
Население составляет 5357 человек, плотность населения составляет 196 чел./км². Занимает площадь 27 км². Почтовый индекс — 41018. Телефонный код — 059.
Покровителем коммуны почитается святой Кесарий из Террачины.